# Shawn Michaels

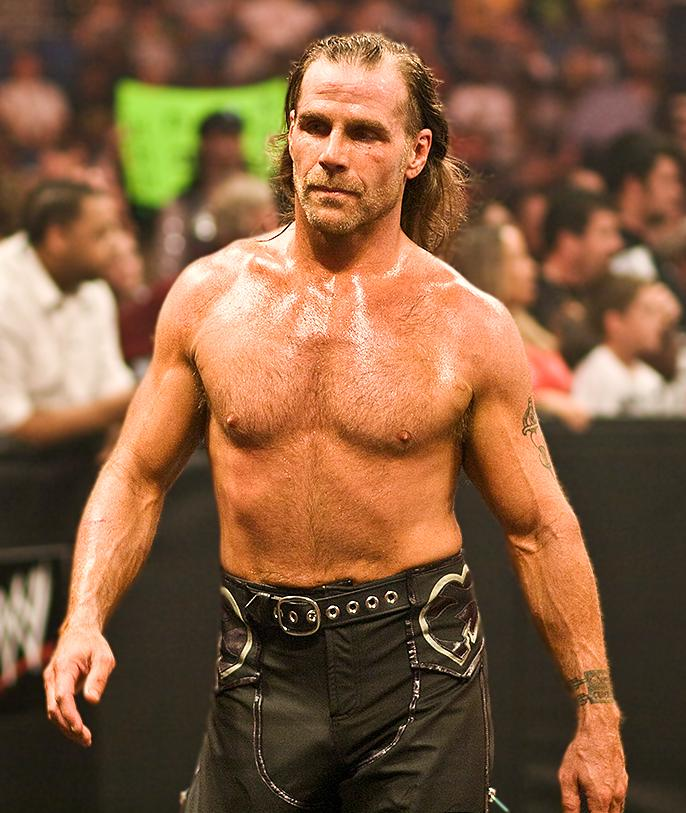
HBK a Raw 800. epizódjában

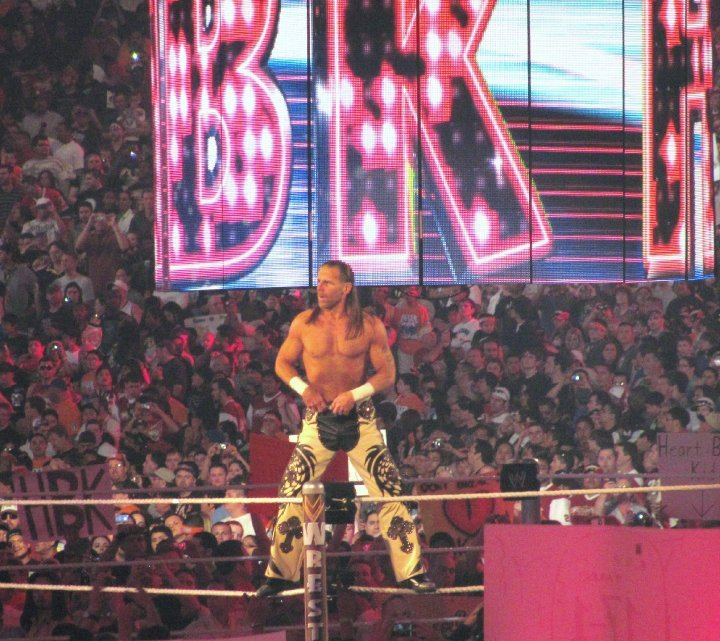
Wrestlemania XXVI-on

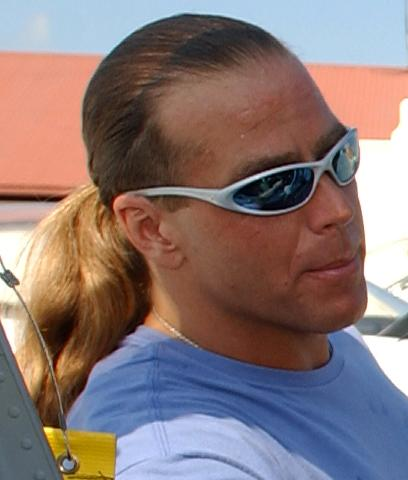
Shawn Michaels 2006-ban

Michael Shawn Hickenbottom, ismertebb nevén Shawn Michaels (1965. július 22. –) visszavonult profi birkózó, televíziós műsorvezető. 1988 és 2010 között a WWE nevű pankrációs szervezetnél tevékenykedett. Ő volt az egyik alapítója és vezetője a sikeres D-Generation-X nevű csapatnak. Karrierje során 1x-es WWE Tag Team bajnok, 5x-ös WWF Tag Team világbajnok, 1x-es nehézsúlyú világbajnok, 3x-os WWF bajnok, 3x-os WWF interkontinentális bajnok, 1x-es WWF Európa bajnok , 2x-es TASW Texas Tag Team bajnok, 2x-es AWA Tag Team világbajnok, illetve 2x-es AWA Dél Tag Team bajnoknak tudhatta magát. Emellett két alkalommal megnyerte a Royal Rumble-t, és ő volt az első WWE Grand Slam-bajnok. Michaels 2010-ben vonult vissza, miután vesztett Undertaker ellen a Wrestlemánián. 2011-ben beiktatták a hírességek csarnokába, és 2019-ben is, a D-Generation X tagjaként.

## Profi pankrátor karrier
Érettségi után Hickenbottom részt vett Southwest Texas State University-n, de hamar rájött, hogy egyetemi élet nem neki való. Inkább a pankrációval szeretett volna foglalkozni; edzője Jose Lothario lett. 1984. október 16-án kezdte meg birkózó karrierjét a Mid-South Wrestling nevű szervezetnél. 1985 januárjában debütált a World Class Championship Wrestling (WCCW)-nél, az NWA területén, a texasi Dallas-ban. 1985 áprilisában Michaels az NWA másik területére, a Central States Wrestling-hez ment Kansas City-be. Itt Marty Jannetty-vel megalapította a The Midnight Rockers nevű csapatot, majd 1986 májusában megnyerték az NWA Central States Tag Team bajnoki címet. Kansas City után visszatért a Texas All-Star Wrestling (TASW)-hez, majd Paul Diamond-al megnyerték a TASW Tag Team bajnoki címet. Ezt követően az American Wrestling Association (AWA)-hoz ment, ahol ismét összeállt Marty Jannetty-vel. AWA Tag Team világbajnokok lettek, majd 1987-ben aláírtak a konkurens céggel, a World Wrestling Federation (WWF)-al egy szerződést. A WWF-ben The Rockers néven debütáltak egy live eventen, 1988. július 7-én. Nagy népszerűségnek örvendtek, így 1990-ben elnyerték a WWF Tag Team bajnoki címet is. Michaels beceneve "The Heartbreak Kid" lett; ám az új név mögött egy új karakter bontakozott ki: egy hiú, öntelt gazembert alakított. 1992-ben, a WrestleMania VIII-on volt élete első egyéni meccse egy fizetős eseményen; itt Tito Santana-t győzte le. Ezt követően különböző címmeccseket vívott, melynek eredményeképp 1992 októberében megnyerte a WWF interkontinentális címet. Ezután egykori tag team partnerével, Marty Jannetty-vel keveredett viszályba, aki elvette tőle az övet. A címet 1993 júniusában visszanyerte, majd Michaels-t szeptemberében felfüggesztették egy pozitív szteroid-teszt miatt, amit ő soha nem ismert el. Visszatérése után Razor Ramon-al került összetűzésbe, aki időközben - Michaels hiányában - interkontinentális bajnok lett. Viszályuk a WrestleMania X-en bontakozott ki egy létrameccsen. Shawn veszített, de ezt a küzdelmet a rajongók megszavazták az év meccsének. Az elkövetkező néhány hónapban Michaels különböző sérülésekkel küzdött, majd elindította a Heartbreak Hotel nevű televíziós talk show-t, ahol elsősorban WWF Szupersztárok vettek részt. 1994 nyarán Michaels és Diesel Tag Team bajnokok lettek. 1995-ben Shawn-n megnyerte a Royal Rumble-t; a WrestleMania XI-en pedig meglepetésre Diesel-el kellett összecsapnia, aki időközben WWF bajnok lett. 1995 júliusában legyőzte Jeff Jarrett-et, így harmadszorra is megszerezte az interkontinentális övet. 1996-ban ismét megnyerte a Royal Rumble-t, majd a WrestleMania XII-en Bret Hart legyőzésével megnyerte a WWF bajnoki címet is. Ezt követően hosszú viszályba került Bret Hart-al, majd "The British Bulldog" legyőzésével megnyerte a WWE Európa bajnoki címet. 1997 nyarán összeállt Triple H-val, és megalapították a D-Generation X nevű csapatot. Michaels folytatta a Bret Hart-al való rivalizálást, majd ismét elnyerte tőle a WWF bajnoki címet. Az 1998-as Royal Rumble-n Michaels súlyos hátsérülést szenvedett az Undertaker ellen, majd emiatt kénytelen volt lemondani a WWF bajnoki címről. Alapított egy birkózó akadémiát Shawn Michaels Wrestling Academy néven, ahol a leendő pankrátor tanoncokat oktatta. Egy rövid ideig vendég kommentátorként tevékenykedett, majd a ringbe 2002-ben tért vissza. Viszályba keveredett Triple H-val, melynek eredményeképp összecsaptak a SummerSlam-en. Shawn később megnyerte a nehézsúlyú bajnoki címet, de Triple H decemberben elvette tőle. 2003 januárjában Chris Jericho-val rivalizált, majd össze is mérték erejüket a WrestleMania XIX-en. 2004-ben, a WrestleMania XX-en egy három az igazság meccset vívott Chris Benoit és Triple H ellen, de nem sikerült megnyernie. 2005-ben Kurt Angle-el és Hulk Hogan-el rivalizált. 2006-ban újraalakult a D-Generation X nevű csapat; majd Mr. McMahon-el és Shane McMahon-el kerültek összetűzésbe. Az év végén Edge és Randy Orton csapatával, a Rated-RKO-val rivalizáltak a Tag Team világbajnoki öv miatt. 2007-ben összeállt John Cena-val, és megnyerték a Tag Team öveket, ám ez a szövetség nem tartott sokáig, hiszen kapcsolatuk megromlott, és viszályba kerültek egymással. A 2008-as WrestleMania XXIV-en "karrier meccset" vívott Ric Flair-el. Shawn nyert, így Flair kénytelen volt visszavonulni. 2009-ben, a WrestleMania XXV-ön az Undertaker-el csapott össze, ám veszített, így Taker szériája 17-0 lett. A DX tagjaként a Legacy (Cody Rhodes és Ted DiBiase) csapatával harcoltak, majd a 2010-es WrestleMania XXVI-en ismét összecsapott az Undertakerrel egy "Streak vs. Career" meccsen. Shawn ismét veszített, így kénytelen volt visszavonulni; Taker szériája pedig 18-0-ra módosult. 2011-ben beiktatták a WWE Hírességek Csarnokába. Teljesen azért nem vonult vissza a pankrációtól, hiszen a 2012-es Wrestlemania XXVIII-en ő volt a vendégbíró a Triple H és az Undertaker meccsén. A 2013-as WrestleMania 29-en ismét feltűnt Triple H és Brock Lesnar mérkőzésén, ám most nem játékvezetőként, hanem a ring szélén segítette barátját. 2013 októberében Michaels megnyert egy rajongói szavazást, így ő lett a vendégbíró Daniel Bryan és Randy Orton mérkőzésén, a "Hell in a Cell" rendezvényen. 2015-ben is feltűnt Triple H meccsén a WrestleMania-n; ekkor Sting-et támadta meg. 2016-tól a WWE utánpótlásában dolgozik, mint a Performance Center egyik edzője, továbbá Triple H munkáját is segíti a NXT-ben a Show egyik producereként.

## Eredményei
- AWA World Tag Team Championship (2x) – Csapattársa: Marty Jannetty
- NWA Central States Tag Team Championship (1x) – Csapattársa: Marty Jannetty
- AWA Southern Tag Team Championship (2x) – Csapattársa: Marty Jannetty
- TASW Texas Tag Team Championship (2x) – Csapattársa: Paul Diamond
- TWA Heavyweight Championship (1x)
- World Heavyweight Championship (1x)
- WWE Tag Team Championship (1x) – Csapattársa: Triple H
- WWF Championship (3x)
- WWF European Championship (1x)
- WWF Intercontinental Championship (3x)
- WWF/World Tag Team Championship (5x) – Csapattársai: Diesel (2), Stone Cold Steve Austin (1), John Cena (1), és Triple H (1)
- Royal Rumble győzelem (1995, 1996)
- WWE Hírességek Csarnoka (Hall of Fame)
- (2011)
- (2019) A D-Generation X tagjaként.

Slammy-díjak (15x)
- Legjobb befejező mozdulat (1997)
- Legjobb "Slammin' Jammin' Entrance" (1996)
- Az év legjobb Tag Team-je (1994) – Csapattársával, Diesel-el
- Legjobb történetek (1996)
- Az év kettős-viszálya ("Double-Cross of the Year") (2013) – Daniel Bryan miatt.
- Az új generáció vezetője (1996)
- "Master of Mat Mechanics" (1996)
- Az év meccse (1994, 1996, 1997, 2008, 2009) – Razor Ramon-al létrameccs a WrestleMania X-en, Razor Ramon-al létrameccs SummerSlam-en, Bret Hart-al a WrestleMania XII-n, Ric Flair a WrestleMania XXIII-on, The Undertalker-el a WrestleMania XXV-ön
- Az év pillanata (2010) – The Undertaker-el a WrestleMania XXVI-on
- "Squared Circle Shocker" (1996)
- Legrosszabb Tag Team (1994) – Csapattársával, Diesel-el

Egyéb elismerések (Wrestling Observer Newsletter)
- 5 csillagos meccs (1994) - Razor Ramon ellen egy létrameccs a WrestleMania X-en.
- 5 csillagos meccs (1997) - The Undertaker ellen egy pokol kapuja meccs a Badd Blood-on.
- Az év legjobb karaktere (Legjobb "Babyface") (1996)
- Az év viszálya (2004) - Chris Benoit és Triple H ellen.
- Az év viszálya (2008) - Chris Jericho ellen.
- Az év meccse (1994) - Razor Ramon-al egy létrameccs WrestleMania X-en.
- Az év meccse (2008) - Chris Jericho-val egy létrameccs a No Mercy-n.
- Az év meccse (2009) - The Undertaker-el a WrestleMania XXV-ön.
- Az év meccse (2010) - The Undertaker-el a WrestleMania XXVI-on.
- Legkarizmatikusabb pankrátor (1995, 1996)
- Az év Tag Team-je (1989) - Csapattársával Marty Jannetty-vel (nevük The Rockers)
- Az év legrosszabb viszálya (2006) - Triple H-val Shane and Vince McMahon ellen.
- Wrestling Observer Newsletter Hírességek Csarnoka (2003)

## Bevonuló zenéi
- Jimmy Hart, J.J. Maguire és Sensational Sherri - "Sexy Boy" (1992. február 15. – 1993. január 30.)
- Jimmy Hart, J.J. Maguire és Shawn Michaels - "Sexy Boy" (1993. február 13. – napjainkig)
- The DX Band - "Break it Down" (D-Generation X tagjaként)
- Jimmy Hart, J.J. Maguire és Shawn Michaels - "Sexy Boy" ("Pulse Enigma" intróval kiegészítve; WrestleMania XXV-ön)

## Filmográfia
• Baywatch (Tv Sorozat) 1 epizód (1996)...Vinnie
• Pacific Blue (Tv Sorozat) 2 epizód (1999)...Michael Shane
• South Beach (Tv Sorozat) 1 epizód (2006)...El Guerrero
• The Resurrection of Gavin Stone (2016)...Doug
• Pure Country Pure Heart (2017)...Ted
• Avengers of Justice: Farce Wars (2018)...Incredible Master Yoga
• The Marine 6: Close Quarters (2018)...Luke Trapper
• 90 Feet from Home (2019)...James Devine

## Magánélete
Hickenbottom első házassága Theresa Wood-al megromlott, így 1999-ben feleségül vette az egykori WCW Nitro Girl-t, Rebecca Curci-t. Két gyermekük született: 2000. január 15-én fiuk, Cameron Kade; valamint 2004. augusztus 14-én lányuk, Cheyenne. Az unokatestvére, Matt Bentley is egy profi birkózó, a TNA-ban és WWE-ben volt pankrátor. Hickenbottom keresztény; öltözékében gyakran kereszt szimbólumokat helyeztek el, valamint letérdelt, és egy imádkozó mozdulatot tett a ring közepén, miközben a pirotechnika elsült.

## Fordítás
Ez a szócikk részben vagy egészben  a   Shawn_Michaels című angol Wikipédia-szócikk fordításán alapul.  Az eredeti cikk szerkesztőit annak laptörténete sorolja fel. Ez a jelzés csupán a megfogalmazás eredetét és a szerzői jogokat jelzi, nem szolgál a cikkben szereplő információk forrásmegjelöléseként.